# École Polytechnique-massakern
École Polytechnique-massakern, även känd som Montreal-massakern, var en masskjutning i Montreal, Kanada, vid en ingenjörsskola i anslutning till Université de Montréal den 6 december 1989. 14 kvinnor mördades och ytterligare tio kvinnor samt fyra män skadades, varefter gärningsmannen sköt sig själv.

## Förlopp
Den 6 december 1989 gick Marc Lépine in i en ingenjörsklass på den tekniska högskolan École Polytechnique och beordrade kvinnor och män till motsatta sidor av klassrummet. Han separerade nio kvinnor och uppmanade männen att lämna rummet. Han uttalade att han "bekämpade feminismen" och öppnade sedan eld. Samtliga nio kvinnor besköts och sex dödades. Lépine förflyttade sig sedan genom skolans korridorer, cafeteria och ett annat klassrum och sökte fler offer i 20 minuter. Han dödade åtta andra innan han vände vapnet mot sig själv. Händelsen var den dödligaste masskjutningen i kanadensisk historia fram tills april 2020 då masskjutningen i Nova Scotia inträffade. 

## Eftermäle
Sedan massakern har det diskuterats olika tolkningar av händelserna, deras betydelse och Lépines motiv. Många karakteriserar massakern som en antifeministisk attack som representerar ett bredare samhällsvåld mot kvinnor. Jubileet för massakern har nämnts som National Day of Remembrance and Action on Violence Against Women. Andra tolkningar betonar de övergrepp som Lépines upplevt som barn eller antyder att massakern helt enkelt orsakades av en galning som isolerats, inte relaterat till större sociala frågor. Ytterligare andra kommentatorer har nämnt orsaker som våld i media, ökad fattigdom och isolering. Händelsen ledde till strängare lagar om vapenkontroll i Kanada. Det introducerade också förändringar i polisens taktiska svar på skott, förändringar som senare krediterades för att minimera skadade under skjutningen vid Dawson College.
Åren efter skolskjutningen begick flera studenter från skolan självmord och minst två bekräftade i självmordsbrev att orsaken var ångesten som uppstått efter skjutningen.
År 2009 skildrade regissören Denis Villeneuve händelsen i långfilmen Polytechnique.

## Dödsoffer
Lépine mördade 14 kvinnor i massakern.
- Geneviève Bergeron (född 1968), civilingenjörsstudent
- Hélène Colgan (född 1966), maskinteknikstudent
- Nathalie Croteau (född 1966), maskinteknikstudent
- Barbara Daigneault (född 1967), maskinteknikstudent
- Anne-Marie Edward (född1968), kemiteknikstudent
- Maud Haviernick (född 1960), materialteknikstudent
- Maryse Laganière (född 1964), budgetansvarig på skolans finansavdelning
- Maryse Leclair (född 1966), materialteknikstudent
- Anne-Marie Lemay (född 1967), maskinteknikstudent
- Sonia Pelletier (född 1961), maskinteknikstudent
- Michèle Richard (född 1968), materialteknikstudent
- Annie St-Arneault (född 1966), maskinteknikstudent
- Annie Turcotte (född 1969), materialteknikstudent
- Barbara Klucznik-Widajewicz (född 1958), sjuksköterskestudent